# Нюз Корпърейшън
News Corporation (Нюз корпорейшън) е третата най-голяма медийна компания в света (след The Walt Disney Company и Time Warner) от 2008 г. Нейният основател и директор е Рупърт Мърдок. Седалището ѝ е в Ню Йорк, САЩ.

## История
Основана е през 1979 г. от Рупърт Мърдок като холдинг на News Limited – неговата дотогавашна основна компания. Към днешната дата компанията има 64 000 служители в цял свят и приходи за над 30 милиарда долара (2009). От 1984 г. е собственик и на 20th Century Fox, което е сред най-големите филмови студия.